# Acontosceles chujoi
Acontosceles chujoi är en skalbaggsart som beskrevs av Hiroyuki Yoshitomi och Satô 2005. Acontosceles chujoi ingår i släktet Acontosceles och familjen lerstrandbaggar. Inga underarter finns listade i Catalogue of Life.